# Lucélia Santos
Lucélia Santos, właśc. Maria Lucélia dos Santos (ur. 20 maja 1957 w Santo André) – brazylijska aktorka i filmowiec.
Zasłynęła na arenie międzynarodowej dzięki występowi w telenoweli Rede Globo Niewolnica Isaura (Escrava Isaura, 1976) na podstawie scenariusza opartego na powieści Bernardo Guimarãesa Escrava Isaura, która była nadawana w ponad 80 krajach.

## Życiorys

### Wczesne lata
Urodziła się w Santo André w stanie São Paulo jako córka Marii Moury dos Santos i Maurílio Simõesa dos Santosa. Jej rodzice byli pracownikami fizycznymi. Wychowywała się z siostrą Cristiną i bratem Maurílio Wagnerem.

### Początki kariery
Karierę artystyczną rozpoczęła w teatrze w 1972, niedługo po obejrzeniu spektaklu A Moreninha w Teatro Anchieta w São Paulo. W wieku czternastu lat zadebiutowała w sztuce dla dzieci Dom Chicote Mula Manca e seu fiel companheiro Zé Chupança zastępując aktorkę Déborę Duarte.
Po ukończeniu kursu teatralnego u Eugênio Kusneta brała udział w produkcji Godspell (1974) na kanwie Ewangelii Mateusza w Rio de Janeiro. Następnie wystąpiła jako transwestyta nr 18 w musicalu Richarda O’Briena Rock Horror Show.

### Niewolnica Isaura
W 1976 scenarzysta Gilberto Braga i reżyser telewizyjny Herval Rossano zaangażowali ją do roli głównej bohaterki niewolnicy Isaury / Elviry w telenoweli Niewolnica Isaura, w którym grała od 11 października 1976 do 5 lutego 1977. Serial ten odniósł największy sukces spośród wszystkich telenowel w historii. Grana przez nią postać białej niewolnicy najpierw podbiła Amerykę Łacińską, a potem Europę, Afrykę i Azję. Dubbingowane wersje serialu były wyświetlane z powodzeniem w 130 krajach. Niewolnica Isaura stała się najczęściej dubbingowanym i emitowanym produktem z gatunku telenoweli na świecie według sondażu amerykańskiego programu Good Morning America.
Z ekipą telenoweli odbyła podróże do kilku krajów, w tym do Rosji, Polski i Chin. Trafiła na okładkę magazynów takich jak „Ekran”, „Manchete”, „Film” i „Caras”. W 1985 zdobyła nagrodę „Złotego Orła”, przyznaną po raz pierwszy zagranicznemu artyście przez mieszkańców Chin w bezpośrednim głosowaniu.

### Rozwój kariery
W 1976 po raz pierwszy trafiła na duży ekran w roli Lúcii Riccelli w dramacie kryminalnym Paranoja (Paranóia), komedii Ibrahim z przedmieścia (O Ibraim do Subúrbio) i dramacie Brazylijska nazwa Rosaflor (Um Brasileiro Chamado Rosaflor) i komedii Nie kochasz się tak jak kiedyś (Já Não Se Faz Amor Como Antigamente). Karierę na telewizyjnym ekranie kontynuowała występując w popularnych telenowelach Rede Globo – Locomotivas (1977), Dancin’ Days (1978), Água Viva (1980), W kamiennym kręgu (Ciranda de Pedra, 1981) jako Virginia Prado, Guerra dos Sexos (1986), Vereda Tropical (1984) jako Silvana Rocha i Panna dziedziczka (Sinhá Moça, 1986), a także serialu Ciranda Cirandinha (1978) i miniserialu Meu Destino é Pecar (1984). W kwietniu 1980 i listopadzie 1981, zrywając z wizerunkiem „brazylijskiej dziewczyny”, pozowała nago dla magazynu „Playboy”. Wydania te sprzedały się wyjątkowo dobrze. Za tytułową rolę seksownej nastolatki, z którą każdy mężczyzna chce się związać w dramacie Engraçadinha (1981) opartym na sztuce Nelsona Rodriguesa zdobyła Trofeum Candango dla najlepszej aktorki na Festiwalu Kina Brazylijskiego. Rola kontrowersyjnej brazylijskiej artystki kabaretowej i działaczki Dory Vivacqua, używającej przydomka artystycznego Luz del Fuego w dramacie biograficznym Luz del Fuego (1982) przyniosła jej Złotego Kikito na festiwalu filmowym w Gramado. Uznaniem wśród telewidzów cieszyła się jako tytułowa postać w telenoweli Carmem (1987–1988).
W 2004 otrzymała Jóia tato Chiny – odznaczenie za jej wkład w łączeniu chińskiej i brazylijskiej kultury.
Odniosła też sukces jako reżyser dokumentalnego filmu Timor Lorosae – O Massacre Que o Mundo Não Viu (Timor Wschodni – masakra, której świat nie zobaczył), ukazujący przemoc, do jakiej doszło przed uzyskaniem w 2002 niepodległości przez chrześcijański Timor Wschodni. Dokument wyprodukowała jej spółka, Nhock Produções Artísticas Ltda.

## Życie prywatne
W latach 1982–1986 była żoną kompozytora muzyki klasycznej i dyrygenta Johna Neschlinga, z którym się rozwiodła. Ich syn, Pedro Henrique (ur. 28 czerwca 1982), jest aktorem.
26 maja 1985, przebywając w Polsce, odwiedziła m.in. budowę szpitala Centrum Zdrowia Matki Polki w Łodzi.

## Telenowele wyświetlane w Polsce
- Niewolnica Isaura (Escrava Isaura, 1976)
- W kamiennym kręgu (Ciranda de Pedra, 1981)
- Panna dziedziczka (Sinhá Moça, 1986)